# Emeopedus alboguttatus
Emeopedus alboguttatus är en skalbaggsart som beskrevs av Fisher 1935. Emeopedus alboguttatus ingår i släktet Emeopedus och familjen långhorningar. Inga underarter finns listade i Catalogue of Life.